# Педренго
Педренго (итал. Pedrengo) је насеље у Италији у округу Бергамо, региону Ломбардија.
Према процени из 2011. у насељу је живело 5799 становника. Насеље се налази на надморској висини од 259 м.

## Становништво
Према резултатима пописа становништва 2011. у општини је живело 5.799 становника.
| 1931. | 1936. | 1951. | 1961. | 1971. | 1981. | 1991. | 2001. | 2011. |
| ----- | ----- | ----- | ----- | ----- | ----- | ----- | ----- | ----- |
| 1.113 | 1.259 | 1.585 | 1.742 | 2.594 | 3.299 | 4.283 | 5.166 | 5.799 |